# Manbhum
Manbhum era un distretto storico dell'India. 
Durante l'impero anglo-indiano fu uno dei distretti dell'India Orientale. L'economia del distretto era basata sulle foreste e le risorse minerarie. Le maggiori città del distretto erano Purulia e Gobindpur. Dopo l'indipendenza dell'India, nel 1947 divenne uno dei distretti dello stato del Bihar. Nel 1956, in seguito al riordino dei distretti dell'India, fu costituito il distretto di Purulia, che venne scorporato e assegnato allo stato del Bengala occidentale; la restante parte del distretto di Manbhun (comprendente la città di Gobindpur) rimase al Bihar ed entrò a far parte del nuovo distretto di Dhanbad.